# Нова Каледонија (Британска Колумбија)
Нова Каледонија (Британска Колумбија) (енгл. New Caledonia (Canada)), је био округ за трговину крзном Хадсон Беј компаније који је обухватао територију северно-централних делова данашње Британске Колумбије, Канада. Иако није била британска колонија, Нова Каледонија је била део британског права на Северну Америку. Његов административни центар био је Форт Сент Џејмс. Остатак онога што је сада копнена Британска Колумбија, Британци су назвали Департман Колумбија, а Американци Орегон Кантри. Чак и пре поделе Департмента Колумбија Уговором из Орегона 1846. године.

## Округ за трговину крзном
Истраживања Џејмса Кука и Џорџа Ванкувера и уступци Шпаније 1792. утврдили су британско право на обалу северно од Калифорније. Слично томе, британска потраживања су успостављена у унутрашњости путем истраживања људи као што су сер Александар Макензи, Сајмон Фрејзер, Семјуел Блек, Дејвид Томпсон и Џон Финлеј, као и накнадним успостављањем трговачких центара за крзно од стране Северозападне компаније и компаније из Хадсоновог залива. (ХБК). Међутим, до 1849. регион који сада обухвата Британску Колумбију био је неорганизовано подручје Британске Северне Америке. За разлику од Рупертове земље на северу и истоку, департмани Нове Каледоније и њеног јужног суседа, Колумбије, нису били уступци ХБКи. Уместо тога, компанији је једноставно додељен монопол на трговину са становницима првих нација након спајања са Северозападном компанијом 1821. године.
За све намере и сврхе, Нова Каледонија је настала оснивањем првих британских трговачких станица за крзно западно од Стеновитих планина од стране Сајмона Фрејзера и његове екипе, током њихових истраживања током 1805 и 1808. године. Прва основана трговачка станица је била Форт Џорџ (касније Принц Џорџ) на споју река Фрејзер и Нечако а касније Форт Фрејзер на језеру Фрејзер, Хадсонова нада, близу кањона реке Пис, Форт Меклауд на језеру Меклауд, северно од Форт Џорџа, и административно седиште округа, Форт Сент Џејмс, који се налази на обали језера Стјуарт. У свом правом смислу, Нова Каледонија је у почетку тако обухватала територију северозападне унутрашње висоравни коју су дренирали речни системи Писа, Стуарта и Балклија. Порекло имена се углавном приписује Сајмону Фрејзеру и његовим пратиоцима, којима су брда и шуме подсећале на Шкотско горје.

## Померање граница и ознака
Границе одељења су биле нејасне, непрецизне и временом су се мењале. За све практичне сврхе, Нова Каледонија се проширила до економских односа које су уживале њене одређене трговачке станице, које су се током година знатно прошириле. Сматрало се да су се источна граница Нове Каледоније простиру до Стеновитих планина, северна река Финлеј, а јужних дренажа области Карибу и реке Томпсон. Регион јужно од реке Томпсон и северно од тадашње границе са Мексиком, 42. северни паралелни регион, означен је као „Дистрикт Колумбија”. Одељењем Колумбија се управљало прво из Форт Асторије, а затим из Форт Ванкувера (данашњи Ванкувер, Вашингтон). Миграција америчких досељеника према западу Орегонском стазом довела је до граничног спора у Орегону. Потписивањем Орегонског споразума 1846. окончана је спорна заједничка окупација области западно од Стеновитих планина у складу са Уговором из 1818. Јужна граница округа је померена на север на 49. паралелу, а администрација је пребачена на Форт Викторију. Без обзира на то, у свакодневном говору, читаво копно које су држали Британци северно од границе са САД и западно од Стеновитих планина било је познато као „Нова Каледонија”.
Године 1849. Острво Ванкувер и Заливска острва у мореузу Џорџије проглашени су крунском колонијом за себе, колонијом острва Ванкувер.

## Од Нове Каледоније до Британске Колумбије
Нова Каледонија је у наредних неколико година наставила да буде под управом ХБК, чији је регионални извршни директор Џејмс Даглас такође био гувернер острва Ванкувер. Ова ситуација је била изводљива, све док је европска популација била мала (око 100, углавном запослених у Компанији и њихових породица). Све се ово променило 1858. године са открићем злата северно од Јејла, што је изазвало златну грозницу у кањону Фрејзер и прилив двадесет до тридесет хиљада људи, углавном Американаца. Даглас, који није имао законска овлашћења над регионом, осећао се принуђеним да одржи британски суверенитет тако што је поставио топовњачу на ушће реке Фрејзер како би добио новчане накнаде за дозволу копачима злата који желе да путују узводно. Британска колонијална канцеларија је била подстакнута на акцију и усвојен је закон којим се Нова Каледонија одређује крунском колонијом 2. августа 1858. Име дато новом ентитету било је Колонија Британске Колумбије, а нова престоница, Њу Вестминстер, основана је на јужној страни. крајевима реке Фрејзер.
Назив Нова Каледонија се и даље користи у званичним и комерцијалним називима у региону (нпр. Колеџ Нове Каледоније и Каледонска епархија у Принцу Џорџу, Средња школа Каледоније у Тераси).